# Paramedetera jinxiuensis
Paramedetera jinxiuensis är en tvåvingeart som beskrevs av Yang och Saigusa 2001. Paramedetera jinxiuensis ingår i släktet Paramedetera och familjen styltflugor.
Artens utbredningsområde är Guangxi (Kina). Inga underarter finns listade i Catalogue of Life.